# Хлібзавод
Хлібозавод (також хлібзавод  ) — підприємство для масового механізованого випікання хлібних виробів. 

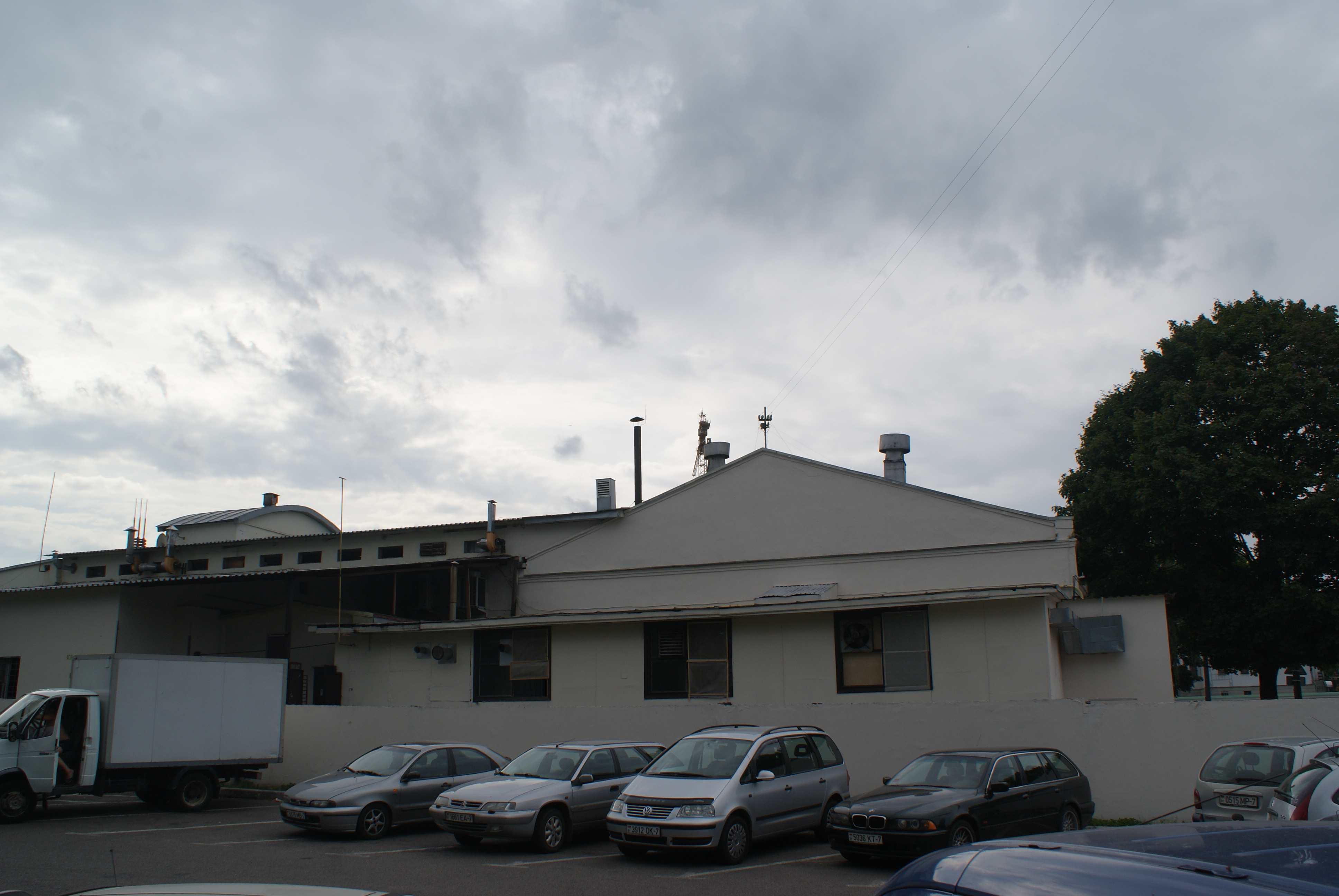
Будівля хлібозаводу у Мінську, Білорусь

Підприємство хлібопекарної промисловості , від пекарень відрізняється більшими обсягами виробництва. Найбільші хлібозаводи, а також об'єднання кількох хлібозаводів виділяють у хлібокомбінати. Хлібозавод, на якому всі процеси автоматизовані , називають хлібозавод-автомат  . Будівництво хлібозаводів в Українській республіці, як і в інших республіках тодішнього СРСР було розпочато наприкінці 1920-х років на заміну дрібних пекарень. Воно було зумовлено зростанням чисельності мешканців міст і згортанням приватного сектору економіки. Зараз хлібозаводи поширені у всіх регіонах України.

## Див. також

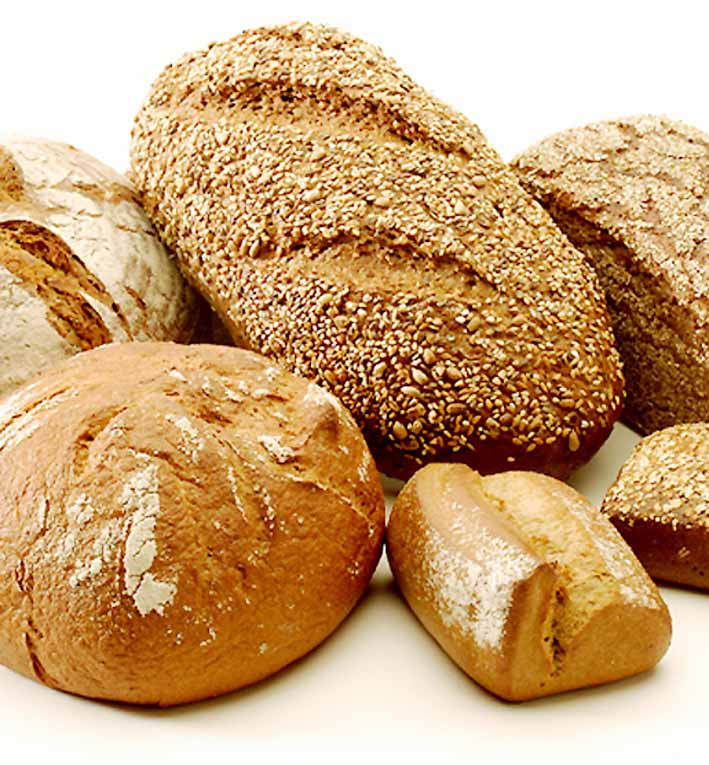
Різноманітні хлібобулочні вироби